# Quận Teton, Wyoming

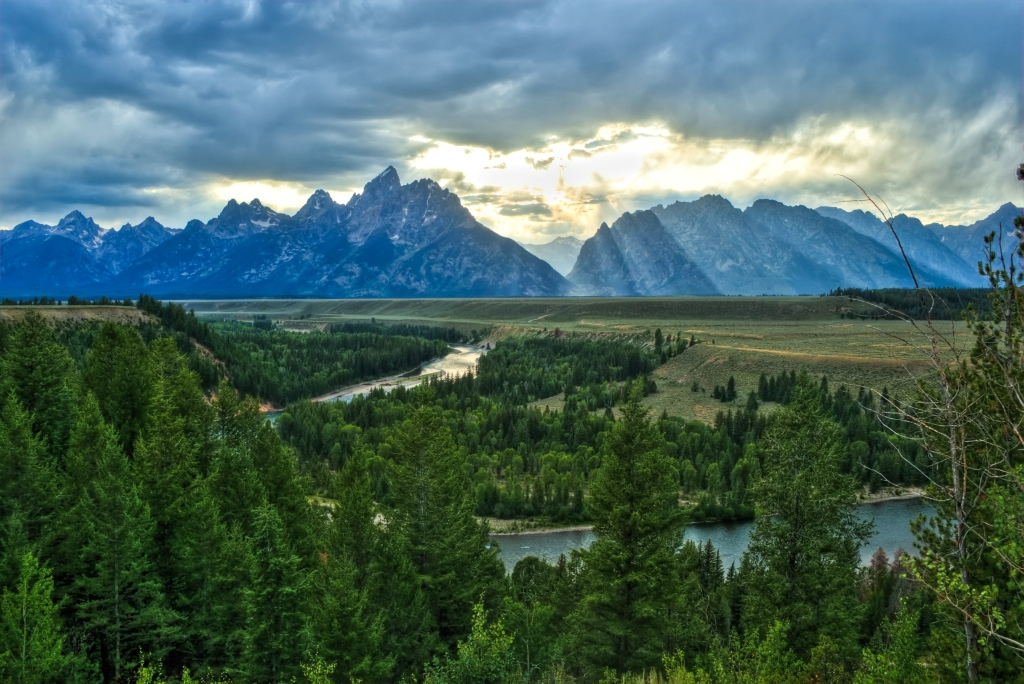
Sông Snake và dãy núi Teton, quận Teton

Quận Teton là một quận thuộc tiểu bang Wyoming, Hoa Kỳ. Quận lỵ đóng ở Jackson6. Quận được đặt tên theo. Dân số theo điều tra năm 2010 của Cục điều tra dân số Hoa Kỳ là 21.294 ngườ. Quận Teton có khu vực trượt tuyết Jackson Hole. Ngoài ra, quận có toàn bộ vườn quốc gia Grand Teton và 40,4% diện tích vườn quốc gia Yellowstone, gồm hơn 96,6% diện tích mặt nước (phần lớn ở hồ Yellowstone).
Quận có thu nhập bình quân đầu người cao nhất Hoa Kỳ với mức 132.728 USD, vượt Manhattan với mức 120.790 USD.
Quận Teton thuộc khu vực thống kê tiểu đô thị Jackson, WY-ID.

## Địa lý
Theo Cục điều tra dân số Hoa Kỳ, quận này có diện tích 4008 km2, trong đó có 214 km2 là diện tích mặt nước.